# Giuseppe Toffanin
Giuseppe Toffanin (Padova, 26 marzo 1891 – Padova, 2 marzo 1980) è stato un critico letterario e scrittore italiano.

## Biografia
Era figlio dell'avvocato Domenico Toffanin (1861-1920) e di Maria Rodella (1868-1962), e quindi fratello dell'avvocato Paolo Toffanin. 

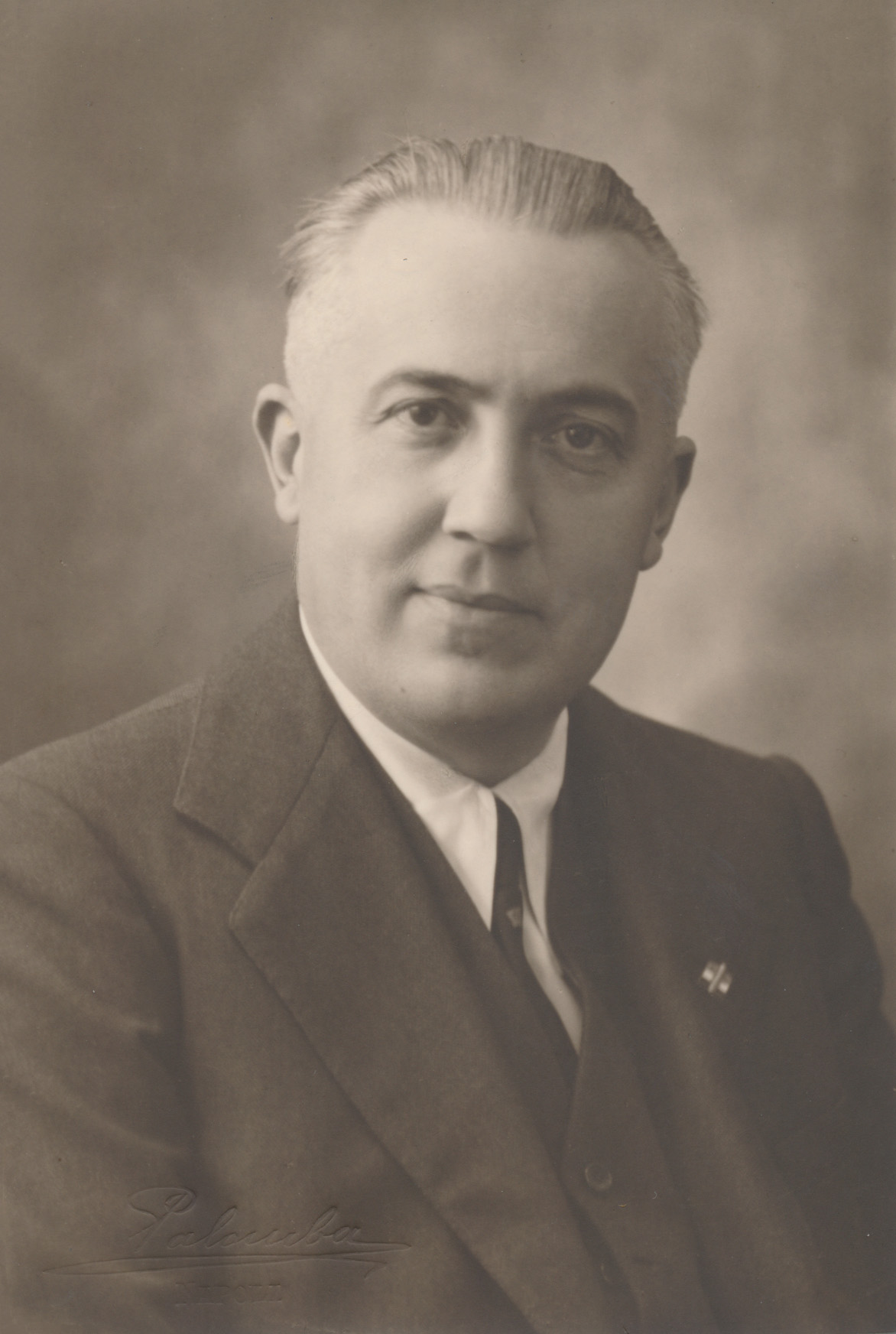
Giuseppe Toffanin

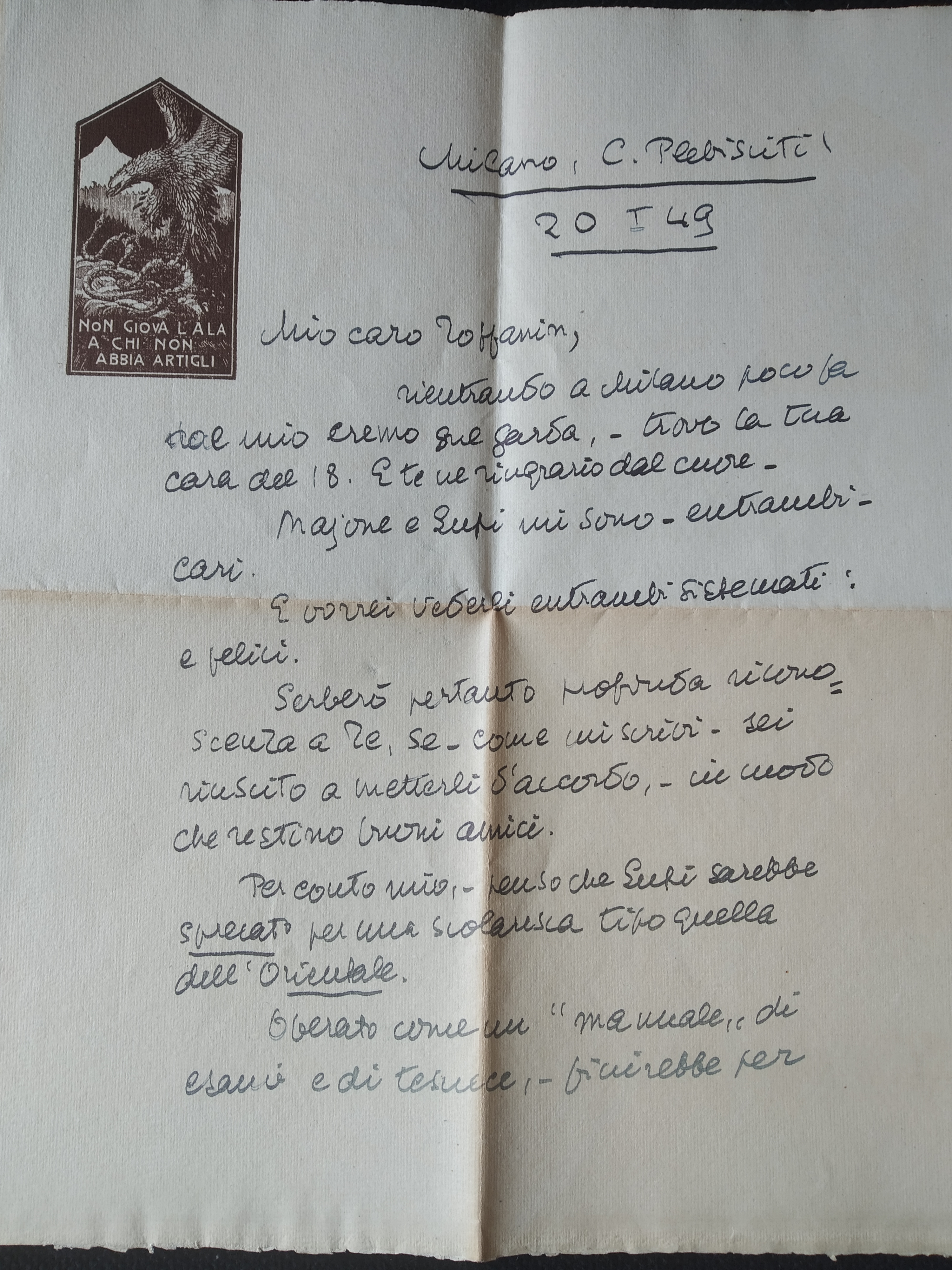
Lettera autografa di Vincenzo Errante a Giuseppe Toffanin

Nel 1912 si laureò con Vittorio Rossi (1865-1938) discutendo una tesi su I Promessi Sposi. Nel 1915 partecipò alla Grande Guerra con molti amici presenti a Padova: il germanista Vincenzo Errante, lo scrittore Novello Papafava, il fisiologo Enoch Peserico che sposerà sua sorella Anna, il cugino Giovanni Stoppato (1880-1950) nipote di Alessandro Stoppato (1858-1931) professore di Giacomo Matteotti, Umberto Merlin, fondatore del Partito Popolare insieme a Luigi Sturzo e ad Alcide De Gasperi.
Nel 1923 divenne docente nell'Università di Messina dove conobbe il grecista Manara Valgimigli; nello stesso anno incontrò Concetto Marchesi che per primo parlerà della sua opera con Antonio Gramsci. Nel 1924 passò all'Università di Cagliari dove ebbe modo di frequentare il glottologo Giacomo Devoto e dal 1924 al 1928 insegnò all'Università di Catania dove strinse amicizia con Attilio Momigliano. Dal 1928 insegnò all'Università degli Studi di Napoli, dove trascorre tutta la restante carriera accademica. 
Nel 1951 fu fra i membri della giuria del Premio Marzotto con Mario Missiroli, Giovanni Ansaldo e Antonino Pagliaro, quando i più significativi riconoscimenti andarono ad Amedeo Maiuri, Giovanni Papini, Aldo Palazzeschi, Alberto Moravia, Mario Praz, Ugo Spirito e Luigi Stefanini.

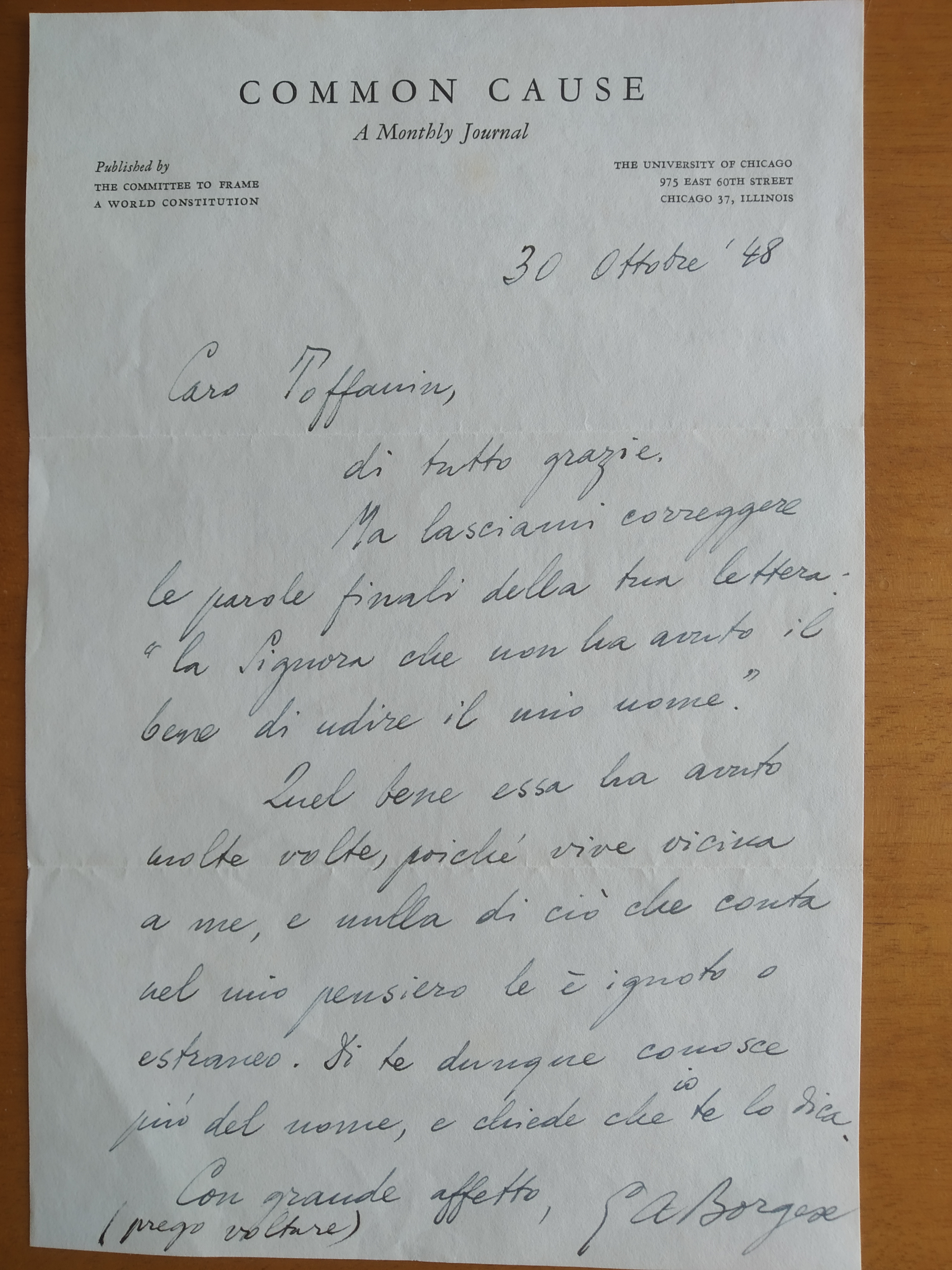
Lettera autografa di Giuseppe Antonio Borgese a Giuseppe Toffanin

Nel 1957 commemorò a San Remo Padre Giovanni Semeria con il quale si era trovato a condividere molti giudizi e opinioni. Fra i suoi allievi più conosciuti si ricordano Giancarlo Mazzacurati, Emilio Merone, Rocco Montano, monsignor Giovanni Fallani (1910-1985). Fra i suoi migliori amici ed estimatori si ricordano: Giuseppe Antonio Borgese, Paolo Toschi, Riccardo Bacchelli, Giovanni Getto, Federico Chabod, Silvio D'Amico, Giuseppe Galasso, Michele Prisco, Ladislao Mittner, Vittore Branca, Guido Piovene, Aldo Ferrabino, Carlo Calcaterra, Diego Valeri, il matematico Francesco Severi, il giurista Francesco Carnelutti, Padre Agostino Gemelli, il ministro Luigi Gui, Don Ernesto Buonaiuti, il giornalista Orio Vergani, il filosofo Lorenzo Giusso.
Morì nel 1980, all'età di 88 anni.

## Attività di ricerca
Dopo aver tentato la narrativa con I delusi (Bologna: Gherardi, 1912) e con Ricordi di un uomo inutile (Milano: Quintieri, 1919), iniziò la sua attività di studioso della letteratura italiana con un'indagine su Il romanticismo latino e i Promessi Sposi (1913), cui seguirono Gli ultimi nostri (1919 e La fine dell'Umanesimo (Torino: Bocca, 1920).
Proprio le indagini sull'Umanesimo, sul Rinascimento, e sulla continuità con il Medioevo, costituiscono il centro della sua attività critica, come testimoniano le numerosissime opere dedicate a questa tematica: tra le tante, ricordiamo Machiavelli e il tacitismo (Padova, 1921), Che cosa fu l'Umanesimo (1929), Storia dell'Umanesimo (3 voll., 1942-1950), Il secolo senza Roma (1942), Il Tasso e l'età che fu sua (1946), La fine del Logos: l'Umanesimo europeo (1946), La religione degli umanisti (1950), L'uomo antico nel pensiero del Rinascimento (1957), Perché l'Umanesimo comincia con Dante (1967).
La rivalutazione da lui compiuta dell'importanza della tradizione cristiana e dell'aristotelismo nell'Umanesimo e nella Controriforma segnarono una deviazione dalla linea segnata da Francesco de Sanctis e Benedetto Croce e determinarono, nell'ambiente intellettuale partenopeo, il consumarsi di una asprissima e insanabile rottura con il filosofo abruzzese. Ai suoi studi sul retaggio di Tacito nella dottrina politica rinascimentale si deve la coniazione del neologismo tacitismo. Fra i molti giudizi positivi sul Toffanin meritano una particolare menzione quelli espressi da Antonio Gramsci, Nicola Abbagnano, Giacomo Devoto e Giorgio Barberi Squarotti. 
Antonio Gramsci disse : 
Nicola Abbagnano: 
Carlo Dionisotti: 
Giacomo Devoto: 
Giorgio Bàrberi Squarotti: 

## Pubblicazioni principali
- Il romanticismo latino e I promessi sposi, Forlì, Bornandini, 1913; ristampa anastatica Nabu Press, 2011
- Gli ultimi nostri (saggi critici), Forlì, Bordandini, 1919
- La fine dell'Umanesimo, Torino, Bocca, 1920; ristampa anastatica con prefazione di Giancarlo Mazzacurati, Manziana, Vecchiarelli, 1991
- Machiavelli e il tacitismo, Padova, Draghi, 1921; poi Napoli, Guida, 1972
- L'eredità del Rinascimento in Arcadia, N. Zanichelli 1923; poi come L'Arcadia, Bologna, Zanichelli, 1958
- Il Cinquecento, in AAVV, Storia letteraria d'Italia, Milano, Vallardi, 1928; 8ª ed. 1973
- Che cosa fu l'Umanesimo, Firenze, G. C. Sansoni, 1929
- La critica e il tempo, Torino, Paravia, 1930
- L'isola dei morti. Commedia in tre atti, Napoli, Casella, 1933
- (con Gaetano Sborselli) La letteratura italiana. Disegno storico dalle origini ad oggi, Napoli, F. Perrella, 1935
- Giovanni Pontano fra l'uomo e la natura, Bologna, Zanichelli, 1938
- Montaigne e l'idea classica, Bologna, Zanichelli, 1940
- Storia dell'Umanesimo, 3 voll., Bologna, Zanichelli, 1942
- La seconda generazione romantica, Napoli, Libreria scientifica editrice, 1942
- Il secolo senza Roma. Il Rinascimento del secolo XIII, Bologna, Zanichelli, 1943; 1964
- Il Tasso e l'età che fu sua: l'età classicistica, Napoli, Libreria scientifica editrice, 1945
- L'Arcadia. Saggio storico, Bologna, Zanichelli, 1946
- La fine del Logos: l'Umanesimo europeo, Bologna, Zanichelli, 1946
- Sette interpretazioni dantesche, Napoli, Libreria scientifica editrice, 1947
- Ludovico Ariosto, Napoli, Pironti, 1948
- Carducci, poeta dell'Ottocento, Napoli, Libreria scientifica editrice, 1950
- La religione degli umanisti, Bologna, Zanichelli, 1950
- Prolegomeni alla lettura del Leopardi, Napoli, Libreria scientifica editrice, 1952
- L'Epistola ad Mahumetem di Pio II (Enea Silvio Piccolomini), in "Collezione Umanistica", 8, Napoli, 1953
- Il Ministero della carità, Firenze, Vallecchi, 1955
- L'umanesimo al Concilio di Trento - in appendice: Marco Gerolamo Vida, Elogio dello Stato (De rei publicae dignitate), a cura di Antonio Altamura, Bologna, Zanichelli, 1955
- La cosa più cara. Atto unico, in "Drammaturgia", marzo 1957
- L'uomo antico nel pensiero del Rinascimento, Firenze, Sansoni, 1957
- La vita e le opere di Ludovico Ariosto, Napoli, Libreria scientifica editrice, 1959
- L'umanesimo di Dante e il cielo di Giove, Torino, Società Editrice Internazionale, 1959
- Italia e Francia. Umanesimo e Giansenismo. L'Arcadia e Cartesio, Bologna, Zanichelli, 1960
- Ultimi saggi[5], Bologna, Zanichelli, 1960
- Il "Cortegiano" nella trattatistica del Rinascimento, Napoli, Libreria scientifica editrice, 1961
- Il vaso di Sassonia, Bologna, Zanichelli, 1963
- Cicerone fra i Padri della Chiesa e gli umanisti (per il V centenario di Pio II), Roma, Pontificia Universitas Gregoriana, 1964
- Storia dell'Umanesimo, 4 voll., Bologna, Zanichelli, 1964
- Perché l'Umanesimo comincia con Dante, Bologna, Zanichelli, 1967
- Poeti lirici dell'Ottocento: il Monti ed il Foscolo, Napoli, Morra, 1968
- Novissima verba. L'esegesi dantesca nel Romanticismo, Bologna, Zanichelli, 1972